# ORF
Österreichischer Rundfunk (en español: «Radiodifusión Austriaca»), más conocida por sus siglas ORF, es la compañía de radiodifusión pública de Austria.
El grupo fue fundado en 1955, año en que se unificó la gestión de las radios regionales austríacas en una única empresa estatal. Hoy este grupo se ocupa de doce emisoras de radio (tres nacionales y nueve regionales) y cinco canales de televisión, financiados a través de una combinación de canon televisivo e ingresos publicitarios.
ORF es miembro activo de la Unión Europea de Radiodifusión; su cometido más importante dentro de la red es la retransmisión del Concierto de Año Nuevo de Viena.

## Historia
Las primeras transmisiones de radio en Austria tuvieron lugar en 1923 con la emisión en pruebas de Radio Hekaphon, operada por una escuela técnica de Viena. En febrero de 1924, el gobierno austriaco concedió una licencia al grupo estatal RAVAG —Radio Verkehrs AG, traducible como «Sociedad Limitada de Radio Comunicación»— para asumir un servicio regular de radio en el país, con Oskar Czeija como director general. Radio Wien se puso en marcha el 1 de octubre de 1924 desde unos estudios en el edificio del Ministerio de la Guerra en Ringstraße. Hasta 1934 no hubo cobertura en todo el país.
Con la anexión de Austria a la Alemania Nazi que se produjo en 1938, RAVAG desapareció y Radio Wien se subordinó al sistema radiofónico germano. Austria no tuvo radiodifusión independiente hasta el final de la Segunda Guerra Mundial, después de que Alemania cayese derrotada y las fuerzas aliadas ocuparan el país. En 1945 se fundó una nueva Radio Wien, de nuevo bajo dirección de Oskar Czeija, a la que más tarde se sumaron otras estaciones regionales.
Cuando la ocupación aliada de Austria terminó, las autoridades unificaron la gestión de todas las emisoras regionales en una sola compañía pública. El 1 de agosto de 1955 se creó la Österreichisches Rundspruchwesen y ese mismo día comenzaron las emisiones en pruebas de televisión nacional, que no fueron regulares hasta el 1 de enero de 1958. Para reconocer al nuevo medio el grupo pasó a llamarse Österreichischer Rundfunk (ORF). Los austríacos no contarían con una radio nacional hasta el 1 de octubre de 1967, con la creación de Ö1 y las marcas Ö2 (emisoras regionales) y Ö3 (música).
En los siguientes años se acometieron cambios en los estatutos de ORF para reforzar su carácter de servicio público. Entre otras medidas, se creó un consejo encargado de elegir al director general, que garantizaba la independencia respecto al gobierno, y se instauró un defensor del espectador. El último cambio tuvo lugar en 2001 con la reforma de la ley audiovisual, por la que ORF se convirtió en una fundación pública.
La ORF mantuvo el monopolio de la radiotelevisión austríaca hasta finales del siglo XX. En 1993 se aprobó la emisión de cadenas privadas de radio y canales de televisión por cable y satélite, si bien la televisión privada en señal abierta no llegaría hasta 2003.

## Organización

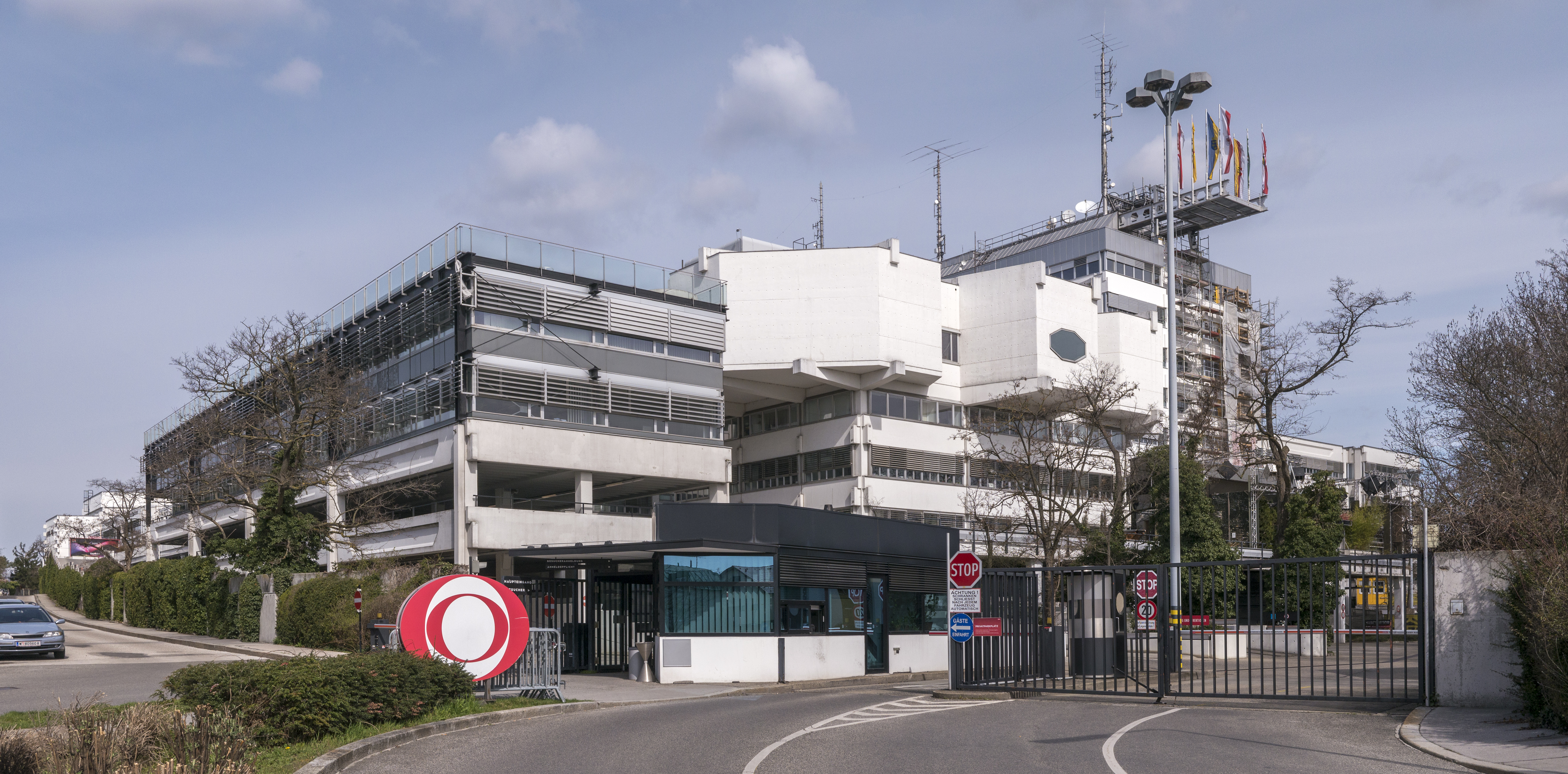
Entrada a la sede central de ORF en Viena.

La ORF presenta una organización bastante descentralizada. La sede central y el principal centro de producción están situados en Viena. Sin embargo, cada uno de los nueve estados federados de Austria dispone de su propia sede de producción para espacios regionales, emitidos a través de sus propias radios y del segundo canal de televisión. El estudio regional de Tirol también se ocupa de la programación para la comunidad germanófona de Alto Adigio (Tirol del Sur, Italia), con una delegación en Bolzano.
El principal órgano administrativo de la ORF es la Junta Directiva (Stiftungsrat), formada por 35 miembros que se eligen de la siguiente forma: seis por el Parlamento, uno por cada estado confederado, nueve por el gobierno federal, seis por el consejo público de la ORF (Publikumsrat des ORF, defensor del espectador) y cinco por los sindicatos. Su mandato es de cuatro años. La Junta Directiva elige al director general, cargo más representativo de la empresa y encargado de elegir el resto de direcciones (cuatro nacionales y nueve regionales), aprobar presupuestos y llevar la gestión diaria de la empresa.
ORF es miembro de la Unión Europea de Radiodifusión y del canal de televisión pangermano 3sat.

### Financiación
ORF es una compañía pública con financiación mixta, a través de un impuesto específico y venta de publicidad. Los canales de radio y televisión tienen anuncios, pero su emisión y contratación está limitada por ley.
De acuerdo con la ley audiovisual nacional, los ciudadanos deben declarar el uso de cualquier receptor de radio y/o televisión para afrontar el impuesto. Las tasas de radio y de televisión se abonan por separado, y la cuantía depende de cada estado federado. Los usuarios particulares deben pagar una cantidad fija por cada hogar, independientemente del número de objetos que se posean.
El organismo que recauda el dinero del impuesto es el Gebühren Info Service (GIS), subsidiaria de ORF y vinculada al ministerio de Finanzas. La función del GIS es informar a los ciudadanos para que declaren el uso de aparatos, en lugar de controlar quien paga, y para ello se vale de campañas publicitarias, correo directo, comunicación en puestos públicos y visita directa al hogar de aquellos que no lo hayan hecho.

## Servicios

### Radio

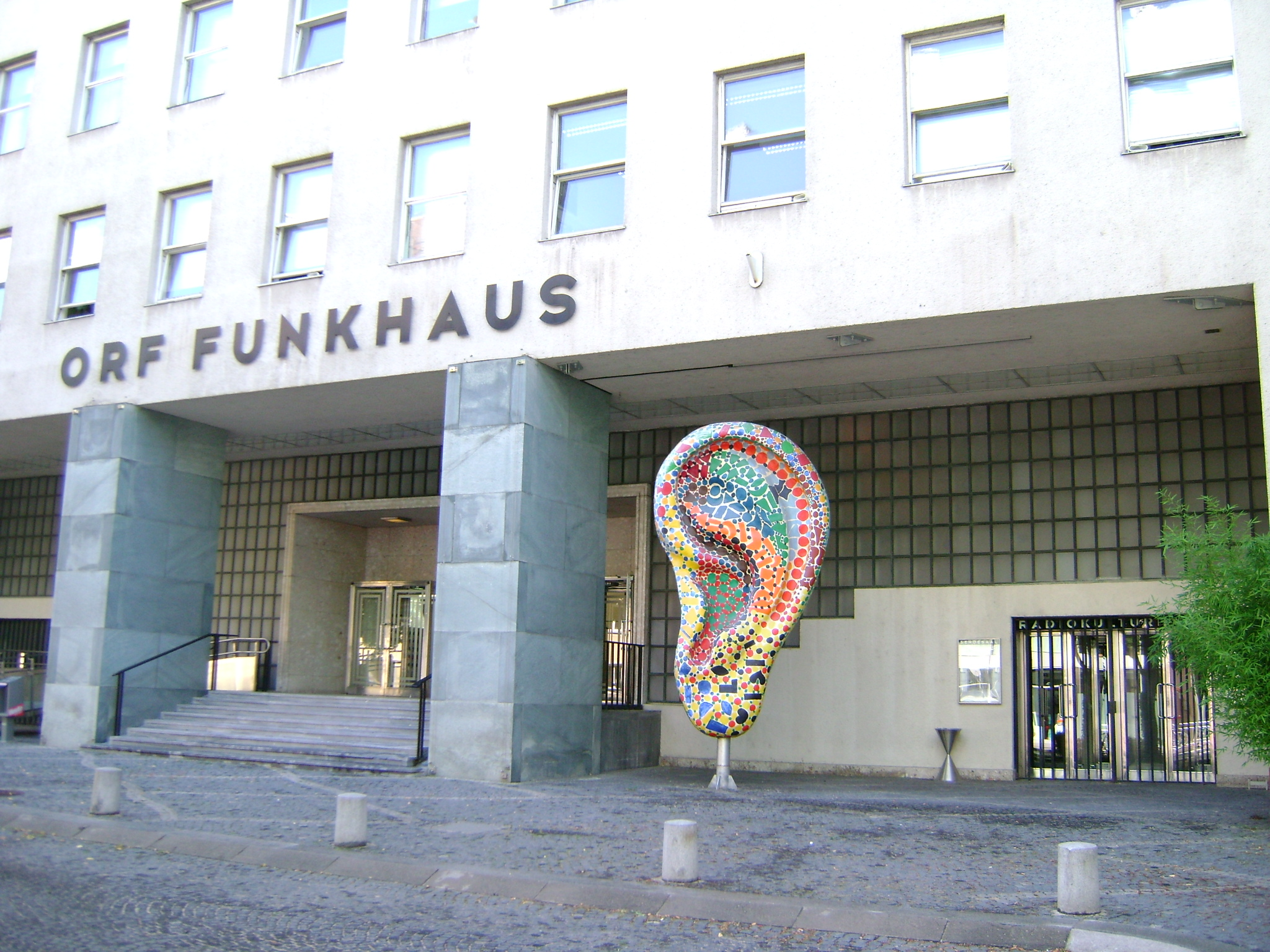
Centro de radiodifusión de Österreichischer Rundfunk, en el centro de Viena, donde se producen programas para Ö1, FM4 y Radio Wien.

#### Cobertura nacional
ORF gestiona tres emisoras de radio nacionales (Ö1, Ö3 y FM4) y nueve regionales que emiten en cada estado confederado. Todas ellas están disponibles a través de internet.
- Österreich 1: Emisora informativa y cultural de ORF, fundada el 1 de octubre de 1967.
- Hitradio Ö3: Emisora musical especializada en pop y grandes éxitos, fundada el 1 de octubre de 1967.
- Radio FM4: Emisora musical juvenil, especializada en la escena independiente. Comenzó sus emisiones el 16 de enero de 1995. Es la heredera de Blue Danube Radio (1979-2000), que emitía en inglés.

Además, el grupo dispone de una emisora de radio digital, Ö1 Campus, que sustituyó en 2009 a la emisora de onda media Radio 1476. ORF cuenta con la única orquesta radiofónica de Austria, la Orquesta Sinfónica de la Radio de Viena.
Desde 2003 hasta 2009 existió una emisora internacional, Ö1 International, que emitía en onda corta y satélite.

#### Cobertura regional
Anteriormente agrupadas bajo la marca Ö2, cada radio regional tiene su propio distintivo:
| Radio Burgenland (Burgenland) Radio Kärnten (Carintia) Radio Niederösterreich (Baja Austria) Radio Oberösterreich (Alta Austria) Radio Salzburg (Salzburgo) Radio Steiermark (Estiria) Radio Tirol (Tirol) Radio Vorarlberg (Vorarlberg) Radio Wien (Viena) |

Todas las emisoras del ente emiten publicidad, excepto Österreich 1.

### Televisión
ORF gestiona cinco canales de televisión. Desde el 25 de octubre de 2014, cuatro de ellos disponen de versión en alta definición.
- ORF 1: Canal generalista de ORF. Comenzó sus emisiones en pruebas el 1 de agosto de 1955, mientras que el servicio regular llegó el 1 de enero de 1958.[4]
- ORF 2: Canal semigeneralista con espacios de servicio público y desconexiones regionales. Fundado el 11 de septiembre de 1961.
- ORF III: Especializado en información y programas culturales. Sustituyó el 26 de octubre de 2011 a TW1.
- ORF Sport +: Especializado en programas deportivos y eventos especiales. Empezó el 1 de mayo de 2006 bajo la marca de ORF Sport Plus.
- ORF Kids: Canal infantil que también funciona como plataforma digital. Entró al aire el 1 de enero de 2024.

Todos los canales de ORF pueden verse en abierto a través de la televisión digital terrestre, satélite y cable. En el resto de Europa se pueden sintonizar a través del satélite SES Astra pero la emisión está cifrada. Para el mercado europeo, ORF creó una versión especial de su segundo canal en 2004 llamada ORF 2 Europe.
Desde 1984, el ente público austriaco participa en el canal internacional de habla germana 3sat, junto a ZDF, ARD (Alemania) y SRF (Suiza).

### Internet
ORF dispone de una página web desde la cual se puede acceder a toda la programación de las radios y televisiones del grupo. El servicio de video bajo demanda se llama «ORF ON» y funciona desde 2009 y desde 2024 con su nombre actual.

## Imagen corporativa
La actual imagen corporativa de ORF está basada en un diseño de Neville Brody y fue estrenada en 1992. Anteriormente, la empresa usaba como logotipo un gran ojo (ORF-auge) hecho con ondas electromagnéticas. Con la aparición de medios privados se hizo necesario dotar a la empresa de una imagen cohesionada, por lo que en mayo de 1992 se presentó un nuevo logo creado por el diseñador británico Neville Brody: un rectángulo rojo con las siglas ORF en blanco, que sería usado para construir la identidad de todos los canales.

Logotipo de ORF de 1955 a 1992.
Logotipo alternativo de ORF desde 1960 hasta 1992.
Logotipo de ORF desde 1992.

## Controversia
Las principales críticas a la ORF en Austria están relacionadas con la influencia de los partidos políticos en el servicio público, tanto durante los gobiernos del Partido Popular como en los del Partido Socialdemócrata. Los grupos conservadores, en especial el nacionalista Partido de la Libertad, han acusado a la ORF de tener una línea editorial sesgada hacia la izquierda política, algo que la empresa pública siempre ha negado.
Estas críticas se han visto acentuadas por el hecho de que Austria fuese el último país de la Unión Europea en permitir radios y televisiones privadas, si bien los austríacos podían sintonizar los canales privados de Alemania desde la década de 1980.